# Ralph Darling
Pour les articles homonymes, voir Darling.
Ralph Darling (1775 – 2 avril 1858, Brighton) était un gouverneur colonial britannique et le 7e Gouverneur de Nouvelle-Galles du Sud (du 19 décembre 1825 au 22 octobre 1831).
Le 13 octobre 1817, il épouse Elizabeth Dumaresq (10 novembre 1798 – 3 septembre 1868). Il appartient à une famille qui s'est distinguée : son frère cadet, Henry Darling, était Général de division et son fils, Sir Charles Henry Darling, a été fait Commandeur de l'Ordre du Bain.
Il est fait chevalier de l'Ordre de Hanovre, pour services rendus, en 1835, et promu général en 1841.

## Début de carrière
Darling s'engage dans la British Army en tant qu'aspirant en 1793. En août 1796, il est nommé au poste de secrétaire militaire auprès de Sir Ralph Abercromby. Après avoir commandé un régiment à la Bataille de La Corogne, Darling est promu colonel en 1810, général de division en 1813, avant d'être incorporé au sein des Royal Horse Guards en 1815.
De 1819 à 1824, Darling prend le commandement des troupes britanniques à Maurice, avant de servir comme gouverneur intérimaire de l'île pendant trois années. À la suite de sa bonne gestion administrative, Darling est désigné pour devenir le septième Gouverneur de Nouvelle-Galles du Sud en 1825.

## Gouverneur de Nouvelle-Galles du Sud
À partir de 1826, Darling entreprend la construction d'une route, la Great North Road, par des prisonniers. Elle relie les villages de Hawkesbury, près de Sydney, à ceux de la vallée Hunter.
Quand Darling est nommé au poste de Gouverneur, la frontière occidentale de la colonie (fixée au niveau du 135e méridien de longitude Est, en 1788) est déplacée de 6 degrés plus à l'ouest pour s'établir au niveau du 129e méridien. Cette longitude est donc devenue la frontière entre l'Australie-Méridionale et l'Australie-Occidentale. Au sud, tout ce qui se trouvait au-delà du Promontoire de Wilson cesse d'être sous le contrôle de la Nouvelle-Galles du Sud. La Terre de Van Diemen (l'actuelle Tasmanie) est dès lors placée sous l'autorité d'un gouvernement autonome, dirigé par un Lieutenant-Gouverneur.
Sous sa gouvernance, Darling est accusé de mener une politique tyrannique par les journaux australiens et anglais. On l'accuse notamment d'avoir ordonné la torture de certains prisonniers, tels que Patrick Thompson et Joseph Sudds (qui n'y a pas survécu).

## Toponymes
Plusieurs lieux ont été nommés en l'honneur de Ralph Darling, parmi lesquels :
- le Darling, un cours d'eau de Nouvelle-Galles du Sud
- Darling Harbour, une localité de Sydney
- Darling Downs, une région agricole située à l'ouest de la Cordillère australienne, au sud du Queensland
- Darlinghurst, une banlieue de Sydney

## Compléments